# Ракитино (Московская область)
Ракитино — деревня в Рузском городском округе Московской области России, до 2017 года входила в состав сельского поселения Ивановское, до 2006 года — в состав Ивановского сельского округа.

## Население
| 2002 | 2006 | 2010 |
| ---- | ---- | ---- |
| 46   | ↘31  | ↘30  |

## География
Деревня расположена в центральной части района, примерно в 3 километрах к северо-западу от Рузы, на левом берегу реки Рузы, чуть ниже впадения притока Озерны, через Ракитино проходит шоссе 46К-9191 Волоколамск — Руза, высота центра над уровнем моря 181 м. Деревни Леньково — в 300 м севернее, через реку Озерну, Рыбушкино — на другом берегу Рузы.

## Известные уроженцы
- Уткин Анатолий Иванович (1929—2006) — российский биолог, доктор биологических наук, профессор.